# Kernen af en økonomi
Kernen af en økonomi er mængden af mulige tilstande for økonomien, der ikke kan forbedres (blokeres) af nogen koalition af agenter. En koalition af agenter er en ikke-tom delmængde af mængden af agenter i økonomien. En koalition af agenter kan forbedre (blokere) tilstanden hvis agenterne i koalitionen kan omfordele deres initial ressourcer så alle agenterne i koalitionen får nettohandler, som de foretrækker for dem, som de får i tilstanden. 

## Oprindelse
Kernen som løsningsbegreb for et spil blev defineret og studeret for første gang af Gillies i 1953. Inspireret af løsningsbegrebet kernen fra spilteori definerede og studerede økonomer kernen af en økonomi siden 1960'erne. 
Dette studium blev indledt af Shubik i 1959 som henledte opmærksomheden på Edgeworth (1881) ved at skabe en forbindelse mellem Edgeworths kontraktkurve og kernen af et spil. Scarf er i 1962 den første som definerer kernen af en økonomi. Debreu og Scarf kunne i 1963 ved at anvende en generalisering af den teknik, der blev anvendt hos Edgeworth i 1881 vise, at i store økonomier, mange forbrugere, kunne kernen karakteriseres ved hjælp af priser. Teknikken, der blev generaliseret, var måden at formalisere mange forbrugere på, nemlig ved at gentage den samme økonomi n gange og lade n gå mod uendelig. 
Aumann formulerede i 1964 en model af en stor økonomi med et målrum af agenter. I denne model blev det direkte indbygget, at der er flere end numerabelt mange agenter og hver enkelt agent dermed ingen indflydelse har på økonomien. I en sådan økonomi kaldet en atomløs økonomi er kernen præcist sammenfaldende med mængden af Walrasligevægte. 
I kølvandet på de ovenfor anførte bidrag fulgte et intensivt studium af kernen op gennem 1960'erne og 70'erne. Det ene hovedresultat, man opnår med kernen, er, at – med antagelser om indifferens og uafhængighed – en tilstand hørende til en walras-ligevægt tilhører kernen. Det andet hovedresultat er, at i store økonomier med samme antagelser har vi ækvivalens mellem kernen og mængden af walrasligevægte.

## Definition
Lad {\displaystyle E=(l,A,(X_{a},P_{a})_{a\in A})} være en økonomi hvor {\displaystyle l} er mængden af varer, {\displaystyle A} er mængden af agenter, {\displaystyle X_{a}\subseteq {R}^{l}} er mængden af mulige nettohandler for agent {\displaystyle a}, {\displaystyle P_{a}:X_{a}\Rightarrow X_{a}} er en præferencekorrespondance for agent a. {\displaystyle \Pi _{a\in A}X_{a}} er tilstandsrummet for økonomien {\displaystyle E}. Bemærk at vi implicit har antaget uafhængighed og indifferens.
{\displaystyle X=\{x\in \Pi _{a\in A}X_{a}|\sum _{a\in A}X_{a}=0\}} er mængden af mulige tilstande.Koalitionen {\displaystyle S\subseteq A,S\neq } Ø kan forbedre (blokere) tilstanden {\displaystyle (x_{a})_{a\in A}} hvis der findes {\displaystyle (x_{a}^{'})_{a\in S}} således at {\displaystyle \sum _{a\in S}X_{a}^{'}=0} og {\displaystyle x_{a}^{'}\in P_{a}(x_{a})} for alle {\displaystyle a\in S}.Tilstanden {\displaystyle x=(x_{a})_{a\in A}} tilhører kernen af E hvis {\displaystyle x\in X} og der ikke findes en koalition {\displaystyle S\subseteq A,S\neq } Ø, der kan forbedre (blokere) x.
Definitionen af kernen anvender således ikke priser. Klart gælder det, at hvis {\displaystyle (x_{a})_{a\in A}} tilhører kernen da er {\displaystyle (x_{a})_{a\in A}} pareto optimal; {\displaystyle (x_{a})_{a\in A}} kan nemlig specielt ikke forbedres (blokeres) af koalitionen bestående af alle agenter.